# Amerila pannosa
Amerila pannosa là một loài bướm đêm thuộc phân họ Arctiinae, họ Erebidae.